# Corona di Middelfart

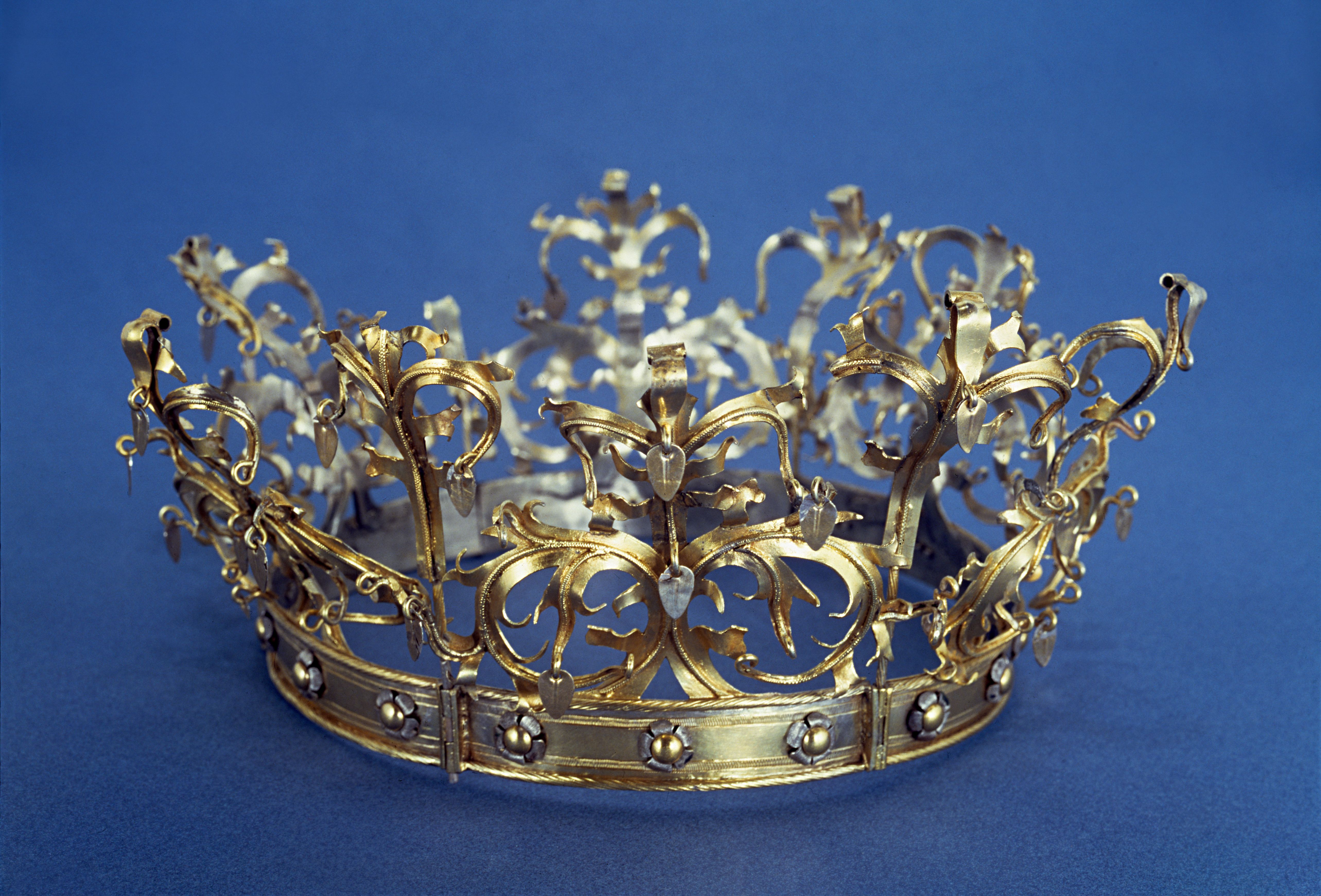
La corona di Middelfart

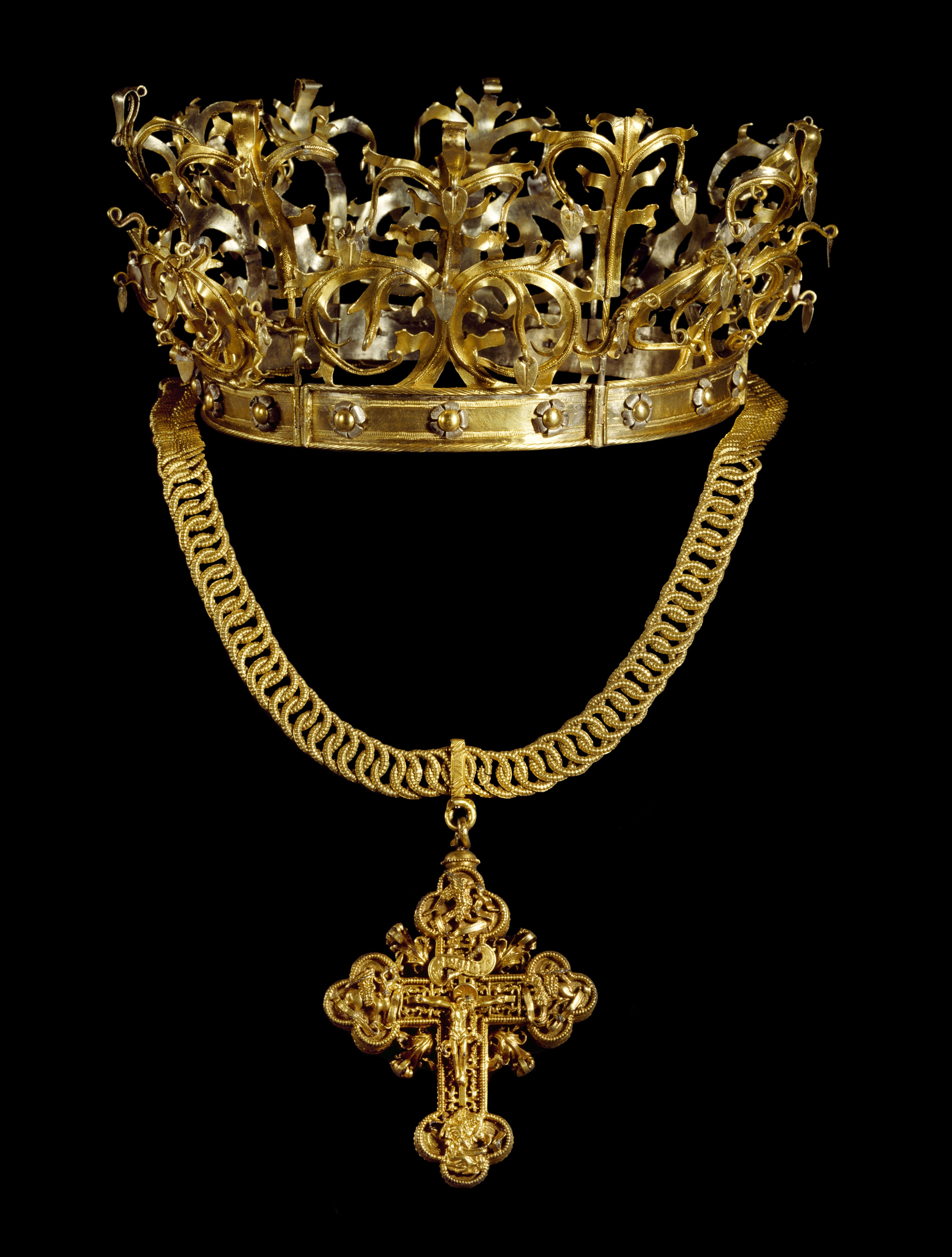
La corona di Middelfart e la collana con cui è stata ritrovata.

La corona di Middelfart (in danese: Middelfartkronen) è una corona nuziale dell'inizio del XVI secolo scoperta nel 1933 durante i lavori di costruzione sotto la piazza centrale del mercato di Middelfart, in Danimarca. Attualmente è esposta al Museo nazionale danese.

## Scoperta
La Corona di Middelfart venne scoperta nel 1933 durante i lavori di rifacimento della pavimentazione del mercato centrale di Middelfart. Si trovava in una piccola cavità rivestita di pietra, probabilmente un antico camino. Fu trovata insieme a una collana con una croce reliquiaria pendente. La cavità della croce reliquiaria era vuota.

## Descrizione
La corona è lavorata in argento placato d'oro e con tracce di smalto. Ha un diametro massimo di 26 cm, un'altezza di 11 cm e in origine pesava circa 430 kg. Il bracciale è composto da sei segmenti, ciascuno dei quali è decorato con tre rosette a cinque foglie con tracce di smalto. Le dodici punte, di cui tre sono mancanti, sono a forma di giglio. Originariamente erano decorate con foglie a forma di cuore.

## Interpretazione
Si ritiene che fosse indossata da San Maggio nella chiesa locale di San Nicola e data in prestito alle spose.